# Mahádévi
Mahádévi (Dévanágari írással: महादेवी) a hindu anyaistennő, az összes energia, a sakti forrása. A Legfőbb Létező legmagasabb szintű saktija vagy ereje. Az istenség női aspektusa.
A Mahá („nagy”) jelzőt a nevéből elhagyva, női istenként, Déviként (देवी) is említik.
A korai indiai kultúrákban a világ összes energiájának forrása, a föld megtermékenyítését kapcsolják hozzá. Ekkor természeti formákban is megjelenik, például folyóként.
A hindu mitológiában Siva női párjaként szerepel. A későbbi patriarhális társadalom kialakulása után feleségként jelenik meg. Ekkor a teremtőerő ketté válik, a férfi teremtőerő Siváé, a női teremtőerőt a felesége birtokolja. A kettő csak együtt érvényesülhet teljességében.
Jelképesen nőnemű, de valójában se nem nő, se nem férfi. Egy olyan erő, amely különböző formákban mutatja meg magát. Az öt elem és ezek kombinációja az Anya külső megjelenési formái. Az intelligencia, a megkülönböztetés képessége, a lelkierő és az akarat az Ő megjelenési formái. Az emberiség az Ő látható formája. Ő az univerzumban lévő élet központja. Ő hatja át életenergiájával az univerzumot. Megjelenési formáinak száma végtelen. 
A hindu nézet alapján Mahádéví a Természet anyja. Ő maga a Természet. Az egész világ az ő teste. Ő vezényli a teremtés szimfóniáját. 
Mahadéví, az Anya az Abszolút teremtő aspektusa. A Kozmikus Energia az Anyában ölt testet, őt jelképezi. Az energia az anyag összes formájának végső megnyilvánulása, a lélek fenntartó ereje. Az energia és a lélek elválaszthatatlanok, lényegében egyek.
Az Isteni Anya mindenütt hármas formában jelenik meg. Fel van ruházva a három gunával, melyek a szattva (tisztaság), radzsasz (szenvedély) és tamasz (tunyaság). Brahma-sakti (Szaraszvatí), amikor Brahmával áll kapcsolatban, Visnu-sakti (Laksmi), amikor Visnuval áll kapcsolatban, és Siva-sakti (Durgá vagy Mahákáli), amikor Sivával áll kapcsolatban. Sokféle aspektusban jelenik meg, az általa elvégzendő feladatoknak megfelelően.
Mahá-Déví adja meg Brahmának, Visnunak és Rudrának azt az erőt vagy saktit, amellyel képesek elvégezni a teremtés, fenntartás és pusztítás munkáját. Ő az univerzum női teremtője. Ő az univerzális anya.

## Különböző aspektusai
Durgá, Káli, Bhagavati, Bhaváni, Ambál, Ambiká, Kámésvarí, Lalitá, Kundaliní, Tárá stb. mind az ő megjelenési formái.
Legjelentősebb megjelenési formái: Szati, Párvati, Durga, Káli, Laksmi, Szaraszvati
A duséra ünnep kilenc éjjelén át Durgáként, Laksmiként és Szaraszvatiként imádják.

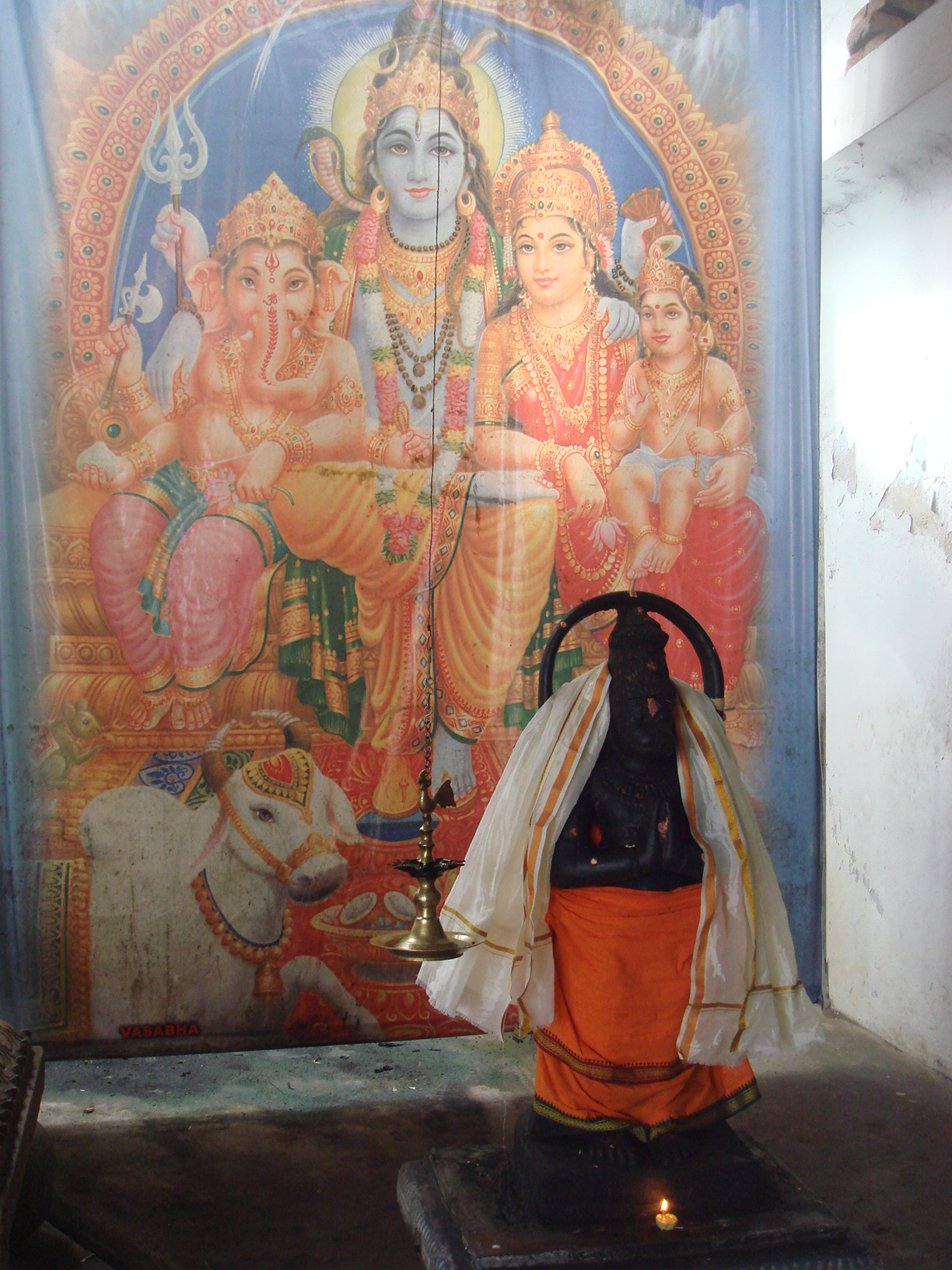
Párvati családja körében

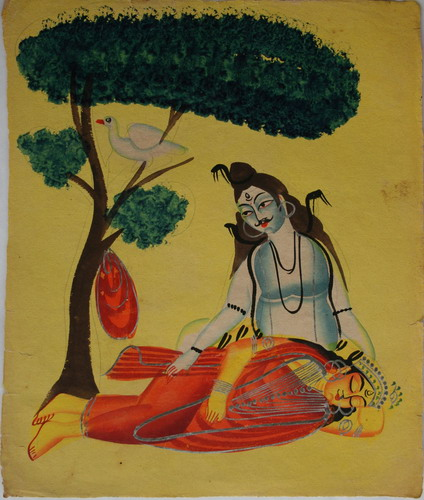
Szati

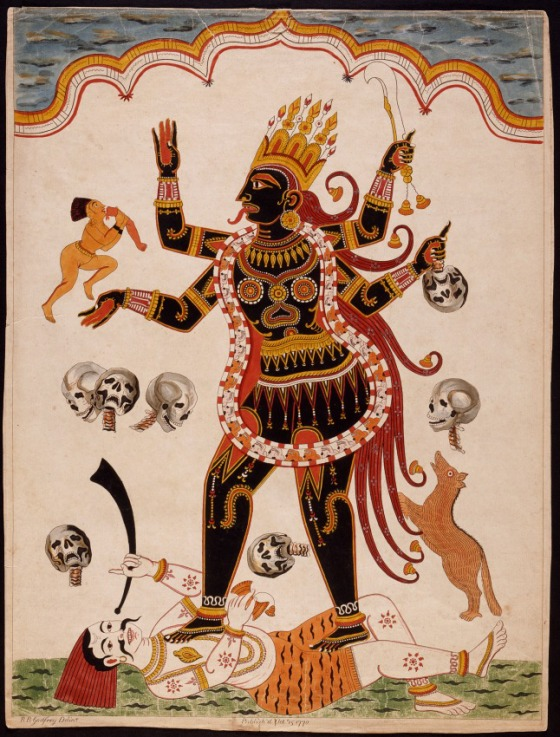
Káli

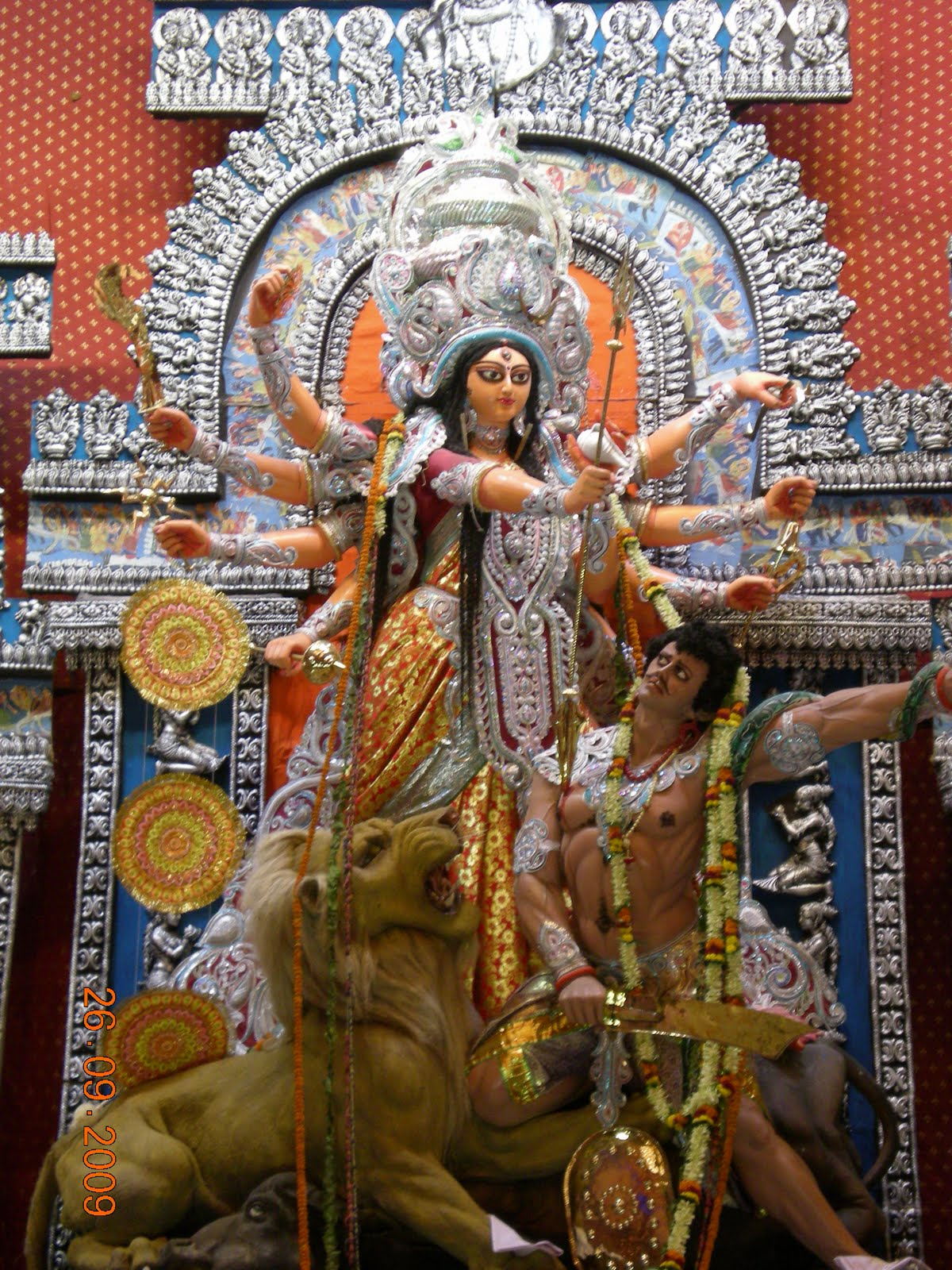
Durga

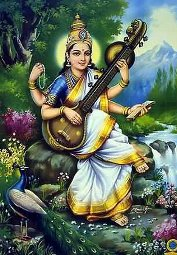
Szaraszvati

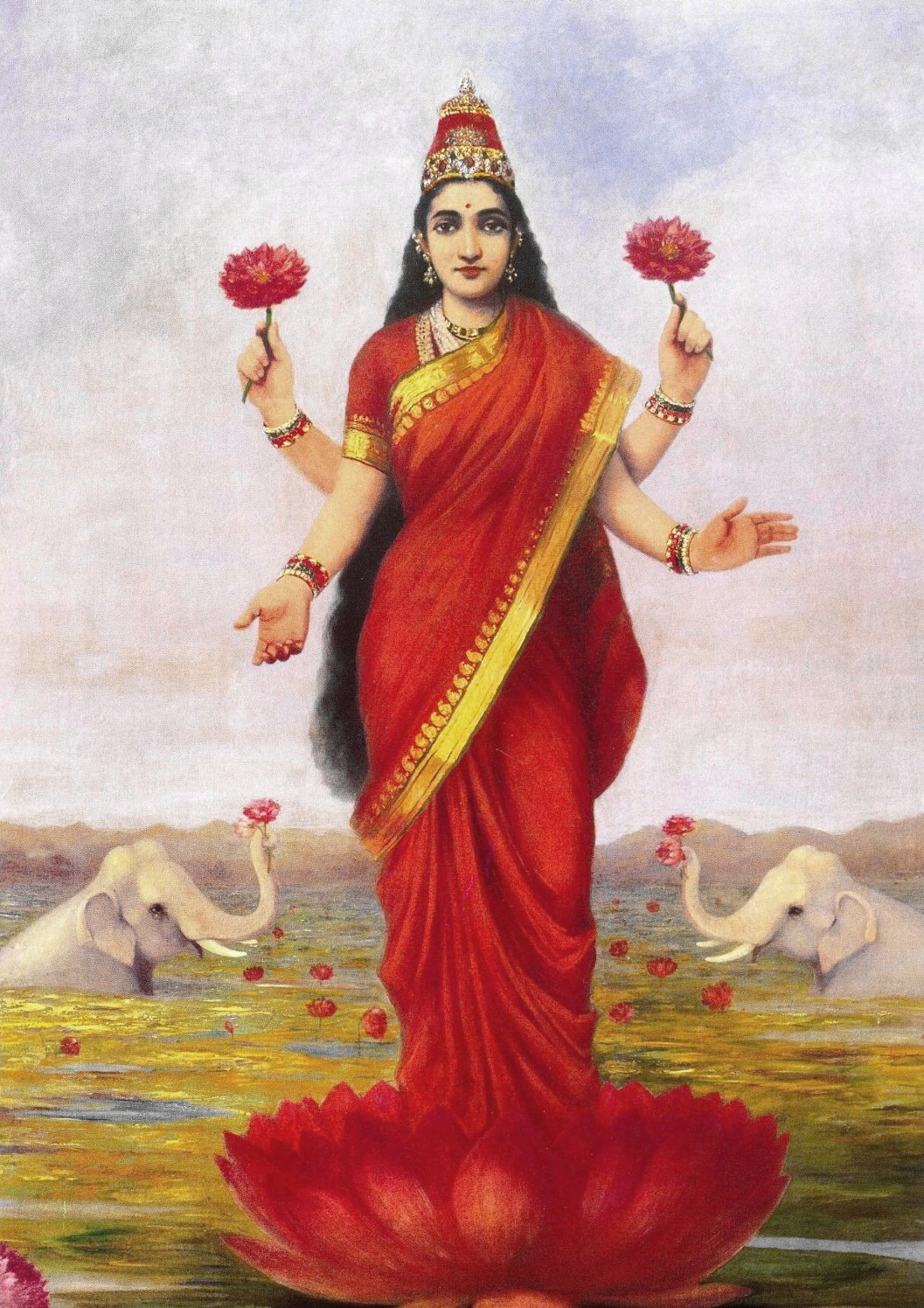
Laksmi

### Szati
Szerető, odaadó feleség. Siva első felesége. Mivel apja nem fogadta el Sivát, és Sivának tett ígérete ellenére nem tűrte szó nélkül férje szidalmazását, tűzbe ugorva megsemmisítette magát. Ezután Siva visszavonult, és várta új megjelenési formáját, Párvatit

### Párvati
(más néven: Uma, Gauri) A szerető feleség és az anya megtestesítője. Siva első feleségének, Szatinak egy új megjelenési formája. Miután ebben a formájában is elnyerte Siva tetszését, a második felesége lett. Gyermekeik: Kártikéja és Ganésa. Siva kérésére Párvati, mint a női energiák birtokosa vállalta, hogy megmenti a világot, megküzd a férfiak számára legyőzhetetlen démonnal. A többi isten, Brahma, Visnu, Siva további energiával ruházzák fel, így alakult ki Párvati Durga nevű megjelenési formája.

### Durga
Legyőzhetetlen harcos istennő, aki a világot  a démonoktól védi. Azért jött létre, hogy legyőzze a Mahisászura nevű pusztító démont. Mahisászurának Brahma olyan hatalmat adott, mellyel győzedelmeskedett minden férfierő felett. Mahisászura már mindhárom világot végigdúlta, a földet, a felső világot (menny) és az alsó világot. Az istenek erejüket egyesítve fénysugarat hoztak létre, amely elérte Párvatit, így az Durgává vált. Mahisászura harcba indult ellene, változó formákat öltve, de Durga legyőzte őt. A győzelem után megígérte, hogy amikor a világnak szüksége lesz rá, ismét visszatér.

### Káli
Harcos istennő, Durga dühtől elfeketedő arcából pattant ki. Démonoktól véd, de ha dühe elragadja, képes mindent elpusztítani.

### Laksmi
(más néven Srí)
A gazdagság és jószerencse istennője. A Díválin, a fények ünnepén házról-házra jár, és megáld minden szépen kivilágított házat. Mindenki birtokolni akarja, de senkinél sem marad sokáig. Férjével együtt többször is testet öltött. Amikor Visnu Rámaként jelent meg, ő volt Szíta, amikor Krisna képében jelent meg, az istennő Rádhaként öltött testet. A hagyomány szerint Laksmi jelenléte termékenységet hoz. Gyönyörű asszonyként, aranyszínű bőrrel, lótuszvirágon ülve ábrázolják.

### Szaraszvati
A nyelv, az ékesszólás, a szépművészet, a zene, a költészet és a tudomány istennője. India három szent folyója közül az egyiknek, a Szaraszvatinak megszemélyesítőjéből és a védák Vák istennőjéből alakult ki. Brahma felesége. Gyönyörű, de szeszélyes istennő. Világos bőre, négy karja van. Jellemző ábrázolása: Fehér ruhában, fehér lótuszban ül egy tó közepén. Egyik kezében könyvet, másikban egy hangszert, vínát tart, a szitár ősét. Hátasa a páva vagy a fehér hattyú.